# Ambasciatori prussiani nell'Hannover
L'ambasciatore prussiano nell'Hannover era il primo rappresentante diplomatico della Prussia nell'Hannover.
Le relazioni diplomatiche iniziarono ufficialmente nel 1716 e rimasero attive sino all'assorbimento dell'Hannover nel regno di Prussia nel 1866. Dal 1813 al 1833 le relazioni tra i due paesi vennero gestite dall'ambasciatore prussiano presso le Città anseatiche (residente ad Amburgo) e dal 1833 al 1841 le stesse vennero gestite dall'ambasciatore prussiano nell'Assia-Kassel.

## Regno di Prussia
- 1813–1833: Residente ad Amburgo
- 1833–1841: Residente a Kassel
- 1841–1847: Theodor Franz Christian von Seckendorff (1801–1858)
- 1847–1848: vacante
- 1848–1849: Alexander von Schleinitz (1807–1885)
- 1850: Hans Adolf Karl von Bülow (1807–1869)
- 1850–1859: August Ludwig von Nostitz (1777–1866)
- 1859–1866: Gustavo di Ysenburg-Büdingen (1813–1883)

1866: Chiusura dell'ambasciata